# Feddersen-wierde

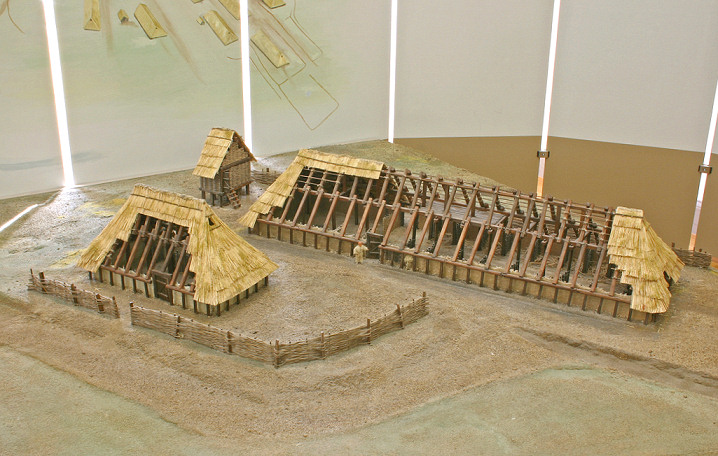
Schaalmodel van enkele gebouwen (Niedersächsisches Landesmuseum Hannover)

De Feddersen-wierde is een voormalige terpnederzetting in Wremen in de Duitse gemeente Wurster Nordseeküste (Nedersaksen). De terp of wierde werd bewoond van de 1e eeuw v. Chr. tot in de 5e eeuw n. Chr. 
De eerste nederzetting op de terp, ontstaan in de 1e eeuw v. Chr. bestond uit vijf even grote erven, mogelijk bewoond door evenveel families. In de loop van de 2e en 3e eeuw n. Chr breidde de nederzetting uit, tot minstens 29 woonhuizen. Ook werden er werkplaatsen gebouwd en een grote hal. De bewoners van de Feddersen-wierde worden vereenzelvigd met de Chauken, een Germaanse stam bekend uit de Romeinse geschiedschrijving. In de 5e eeuw werd de terp plotseling verlaten. Mogelijk trokken de bewoners, net als anderen in die periode, naar Engeland.
De terp werd tussen 1955 en 1963 afgegraven door het Niedersächsisches Institut für Historische Küstenforschung (NIhK). Dit was de eerste keer dat in Duitsland een volledige terp voor archeologisch onderzoek werd afgegraven. Door de bodemcondities werden ook organische materialen deels bewaard: hout, bot, leder en textiel. Een groot aantal opgegraven voorwerpen was van Romeinse makelij, dit wijst op handelscontacten met het Romeinse Rijk.
De meeste hier gedane vondsten zijn te zien in het archeologische museum in het kasteel Burg Bederkesa, Bad Bederkesa, gemeente Geestland.